# Dunlap (Ohio)
Dunlap é um lugar designado pelo censo localizado no condado de Hamilton no estado estadounidense de Ohio. No Censo de 2010 tinha uma população de 1.719 habitantes e uma densidade populacional de 99,16 pessoas por km².

## Geografia
Dunlap encontra-se localizado nas coordenadas 39° 17′ 42″ N, 84° 38′ 15″ O. Segundo a Departamento do Censo dos Estados Unidos, Dunlap tem uma superfície total de 17,33 km², da qual 16,92 km² correspondem a terra firme e (2,39%) 0,41 km² é água.

## Demografia
Segundo o censo de 2010, tinha 1.719 habitantes residindo em Dunlap. A densidade populacional era de 99,16 hab./km². Dos habitantes de Dunlap, 98,08% eram brancos, 0,7% eram afroamericanos, 0% eram ameríndios, 0,35% eram asiáticos, 0,06% eram insulares do Pacífico, 0,35% eram de outras raças e 0,47% pertenciam a duas ou mais raças. Do total da população o 0,64% eram hispanos ou latinos de qualquer raça.